# ジュエルの鼓動が聴こえるか?
「ジュエルの鼓動が聴こえるか?」は、THE HOOPERSの9枚目のシングル。2018年6月27日にユニバーサルシグマから発売された。

## 内容
- 初回限定盤(SG+DVD)、通常盤A(CDボーナストラック付(全5曲))、通常盤B(キュン♡キュントラック付)の計3種発売。
- 休養の陽稀に代わり今作限定で新メンバーとして、i☆Risから澁谷梓希が加入。

## 収録曲
全編曲：KUME.

### 全種共通
1. ジュエルの鼓動が聴こえるか?
  - 作詞：nagi・高木誠司、作曲：Dr.Dalmatian
2. クリアスカイ
  - 作詞・作曲：大西省吾

### 初回限定盤
1. ジュエルの鼓動が聴こえるか?(Instrumental)
2. クリアスカイ(Instrumental)

　DVD
1. ジュエルの鼓動が聴こえるか?（Music Video）
2. Making of ジュエルの鼓動が聴こえるか?

### 通常盤A
1. ジュエルの鼓動が聴こえるか?(Instrumental)
2. クリアスカイ(Instrumental)
3. 永遠のプリズナー (Bonus Track) / ザ・フーパーズ -4 roses-(参加メンバー：未来・つばさ・千知・乃愛)
  - 作詞：山崎寛子、作曲：西岡和哉

### 通常盤B
1. キュン♡キュンドラマ 〜夏のキャンプ編〜